# Dichromodes triglypta
Dichromodes triglypta là một loài bướm đêm trong họ Geometridae.